# 安西明子
安西 明子（あんざい あきこ、1968年 - ）は、日本の法学者。専門は民事訴訟法。成蹊大学法学部教授等を経て、上智大学法学部教授、厚生労働省中央労働委員会委員。

## 人物・経歴
福岡県生まれ。筑紫女学園高等学校卒業。1991年九州大学法学部卒業。1993年九州大学大学院法学研究科修士課程修了。1995年同博士課程中退、中京大学法学部専任講師。
福岡大学法学部専任講師、福岡大学法学部助教授、成蹊大学法学部助教授、成蹊大学法学部教授を経て、2008年上智大学法学部教授。2024年厚生労働省中央労働委員会公益委員。専攻は民事訴訟法。

## 著書
- 『『人体実験』と法 : 金沢大学附属病院無断臨床試験訴訟をめぐって』（仲正昌樹, 打出喜義, 仁木恒夫と共著）御茶の水書房 2006年
- 『ブリッジブック民事訴訟法』（井上治典編, 仁木恒夫, 西川佳代と共著）信山社出版 2006年、第2版2011年
- 『民事訴訟法Visual materials』（池田辰夫, 長谷部由起子, 勅使川原和彦と共著）有斐閣 2010年
- 『Law Practice民事訴訟法』（山本和彦編著, 杉山悦子, 畑宏樹, 山田文と共著）商事法務 2011年、第2版2014年、第3版2018年
- 『民事訴訟法』（安達栄司, 村上正子, 畑宏樹と共著）有斐閣 2014年、第2版2018年
- 『手続からみた子の引渡し・面会交流』（村上正子, 上原裕之, 内田義厚と共著）弘文堂 2015年
- 『民事訴訟における争点形成』有斐閣 2016年